# Love To-Lie-Angle
Love To-Lie-Angle (立花館To Lieあんぐる?, Tachibana-kan to lie anguru) è un manga scritto e disegnato da Merryhachi, serializzato su Comic Yuri Hime dal 18 novembre 2014 al 17 aprile 2020. Un adattamento anime, coprodotto da Creators in Pack e Studio Lings, è stato trasmesso in Giappone tra il 3 aprile e il 19 giugno 2018.

## Personaggi
Hanabi Natsuno (夏乃 はなび?, Natsuno Hanabi)
Doppiata da: Minami Tsuda
Konomi Fujiwara (藤原 このみ?, Fujiwara Konomi)
Doppiata da: Amisa Sakuragi
Iori Takamura (篁 いおり?, Takamura Iori)
Doppiata da: Arisa Nakada
Yoriko Fujiwara (藤原 依子?, Fujiwara Yoriko)
Doppiata da: Rei Matsuzaki
Yū Tsukishiro (月城 優?, Tsukishiro Yū)
Doppiata da: Mikako Komatsu
Sonoa Mitsui (三井 そのあ?, Mitsui Sonoa)
Doppiata da: Eri Kitamura

## Media

### Manga
Il manga, scritto e disegnato da Merryhachi, è stato serializzato sulla rivista Comic Yuri Hime di Ichijinsha dal 18 novembre 2014 al 17 aprile 2020. I capitoli sono stati raccolti in 9 volumi tankōbon pubblicati dal 18 giugno 2015 al 30 giugno 2020. Negli Stati Uniti i diritti di distribuzione inglese sono stati acquistati da Digital Manga Publishing.

#### Volumi
| Nº | Data di prima pubblicazione               | Data di prima pubblicazione                                                 | Data di prima pubblicazione |
| Nº | Giapponese                                | Giapponese                                                                  |                             |
| -- | ----------------------------------------- | --------------------------------------------------------------------------- | --------------------------- |
| 1  | 18 giugno 2015                            | ISBN 978-4-7580-7435-3                                                      |                             |
| 2  | 18 gennaio 2016 (ed. regolare & speciale) | ISBN 978-4-7580-7515-2 (ed. regolare) ISBN 978-4-7580-7518-3 (ed. speciale) |                             |
| 3  | 16 luglio 2016                            | ISBN 978-4-7580-7569-5                                                      |                             |
| 4  | 18 aprile 2017                            | ISBN 978-4-7580-7660-9                                                      |                             |
| 5  | 18 dicembre 2017                          | ISBN 978-4-7580-7750-7                                                      |                             |
| 6  | 18 aprile 2018 (ed. regolare & speciale)  | ISBN 978-4-7580-7802-3 (ed. regolare) ISBN 978-4-7580-7803-0 (ed. speciale) |                             |
| 7  | 18 luglio 2018 (ed. regolare & speciale)  | ISBN 978-4-7580-7835-1 (ed. regolare) ISBN 978-4-7580-7814-6 (ed. speciale) |                             |
| 8  | 16 maggio 2019 (ed. regolare & speciale)  | ISBN 978-4-7580-7936-5 (ed. regolare) ISBN 978-4-7580-7937-2 (ed. speciale) |                             |
| 9  | 30 giugno 2020 (ed. regolare & speciale)  | ISBN 978-4-7580-2130-2 (ed. regolare) ISBN 978-4-7580-2131-9 (ed. speciale) |                             |

### Anime

I personaggi in una scena dell'anime, da sinistra: Konomi, Iori, Sonoa, Yoriko, Yū e Hanabi

Annunciato a dicembre 2017 dallo staff del manga, un adattamento anime di dodici episodi, coprodotto da Creators in Pack e Studio Lings per la regia di Hisayoshi Hirasawa, è andato in onda dal 3 aprile al 19 giugno 2018. La composizione della serie è stata affidata a Words in Stereo, mentre la colonna sonora è stata composta da Akiyuki Tateyama. La sigla di chiusura è Motto, nee motto (もっと、ねぇもっと?) delle Erabareshi. In tutto il mondo, ad eccezione dell'Asia, gli episodi sono stati trasmessi in streaming in simulcast, anche coi sottotitoli in lingua italiana, da Crunchyroll.

#### Episodi
| Nº | Titolo italiano Giapponese 「Kanji」 - Rōmaji                                           | In onda        | In onda |
| Nº | Titolo italiano Giapponese 「Kanji」 - Rōmaji                                           | Giapponese     |         |
| 1  | Nuova vita! 「新生活！」 - Shin seikatsu!                                               | 3 aprile 2018  |         |
| 2  | Posto segreto 「秘密の場所」 - Himitsu no basho                                         | 10 aprile 2018 |         |
| 3  | Spiare e dormire insieme 「尾行と添い寝」 - Bikō to soine                               | 17 aprile 2018 |         |
| 4  | Bagni e problemi 「受難とトイレ」 - Junan to toire                                      | 24 aprile 2018 |         |
| 5  | Uniformi estive e armadi 「夏服と押入れ」 - Natsufuku to oshiire                        | 1º maggio 2018 |         |
| 6  | Festa di benvenuto e pistole ad acqua 「歓迎会と水鉄砲」 - Kangeikai to mizudeppō       | 8 maggio 2018  |         |
| 7  | La pioggia di meteore e il secchio 「流星群とバケツ」 - Ryūseigun to baketsu            | 15 maggio 2018 |         |
| 8  | Il pesce e il bacio 「鱚とキス」 - Kisu to kisu                                         | 22 maggio 2018 |         |
| 9  | L'influenza e i ricordi 「風邪と思い出」 - Kaze to omoide                               | 29 maggio 2018 |         |
| 10 | Le terme e il ping pong 「温泉で卓球」 - Onsen de takkyū                                | 5 giugno 2018  |         |
| 11 | Festival estivo 「夏祭り」 - Natsu matsuri                                              | 12 giugno 2018 |         |
| 12 | Qui, al Tachibanakan 「この場所で、あの立花館で」 - Kono basho de, ano Tachibana-kan de | 19 giugno 2018 |         |